# Kiamba
Kiamba is een gemeente in de Filipijnse provincie Sarangani op het eiland Mindanao. Bij de laatste census in 2007 had de gemeente ruim 53 duizend inwoners.

## Geografie

### Bestuurlijke indeling
Kiamba is onderverdeeld in de volgende 19 barangays:
| - Badtasan - Datu Dani - Gasi - Kapate - Katubao - Kayupo - Kling - Lagundi - Lebe - Lomuyon | - Luma - Maligang - Nalus - Poblacion - Salakit - Suli - Tablao - Tamadang - Tambilil |

## Demografie
Kiamba had bij de census van 2007 een inwoneraantal van 53.040 mensen. Dit zijn 8.316 mensen (18,6%) meer dan bij de vorige census van 2000. De gemiddelde jaarlijkse groei komt daarmee uit op 2,38%, hetgeen hoger is dan het landelijk jaarlijks gemiddelde over deze periode (2,04%). Vergeleken met de census van 1995 is het aantal mensen met 13.323 (33,5%) toegenomen.

De bevolkingsdichtheid van Kiamba was ten tijde van de laatste census, met 53.040 inwoners op 328,68 km², 120,8 mensen per km².